# Esox americanus
Esox americanus (american pickerel ou lúcio-americano)  é uma espécie de peixe da água doce, nativo da América do Norte, da família dos lúcios (Esocidae) e da ordem dos Esociformes, subdividida em duas subespécies: Esox americanus americanus (em inglês, redfin pickerel) e Esox americanus vermiculatus (em inglês, grass pickerel).
O habitat do Esox americanus americanus estende-se da bacia do Rio São Lourenço, em Quebec, até a costa do Golfo do México, do Mississípi à Flórida, enquanto que o habitat do Esox americanus vermiculatus estende-se mais para o oeste, dos Grandes Lagos da América do Norte até a costa do Golfo do México, no leste do Texas até o Mississípi.
As duas subespécies são bastante semelhantes, mas o Esox americanus vermiculatus carece da coloração ao laranja e vermelha distinta nas barbatanas. Estas possuem bordas escuras e uma coloração que varia do âmbar ao cinzento. Além disso, as áreas claras entre as faixas escuras são geralmente mais largas no Esox americanus vermiculatus do que no Esox americanus americanus. Esses peixes chegam a um comprimento máximo de 40 centímetros e a um peso máximo de 1 quilograma.
As duas subespécies habitam geralmente águas paradas e cobertas de vegetação, lagos e pântanos, e são carnívoros, alimentando-se de peixes menores. Peixes maiores, como o "striped bass" (Morone saxatilis), "bowfin" (Amia calva) e "gray weakfish" (Cynoscion regalis), por sua vez, alimentam-se desses lúcios quando estes se aventuram em rios maiores ou estuários.
Esses peixes reproduzem-se espalhando ovos esféricos e aderentes em águas rasas e dotadas de muita vegetação aquática. Os ovos eclodem em um período de 11 a 15 dias; os adultos não guardam nem os ovos nem os alevinos.
Apesar de as subespécies de Esox americanus não serem tão cobiçadas pelos pescadores esportivos quanto os seus primos maiores, o "northern pike" (Esox lucius) e o "muskellunge" (Esox masquinongy), elas são também alvo da pesca esportiva com material leve.
Charles Alexandre Lesueur originalmente classificou o grass pickerel como Esox vermiculatus, mas atualmente este peixe é considerado uma subespécie de Esox americanus.
O Esox americanus americanus é por vezes denominado "brook pickerel". Não existe nenhuma denominação coletiva na língua inglesa para as duas subespécies de Esox americanus; o termo “american pickerel” é uma tradução do nome sistemático e do francês "brochet d'Amérique".